# Стивън Франклин
Стивън Франклин (на английски: Stephen Franklin) е измислен герой от научнофантастичния сериал Вавилон 5. Той заема поста Главен лекар на космическата станция през петте сезона на сериала. Франклин е син на генерал от армията на „Земния Съюз“, но поема по различен път и завършва медицина. В продължение на три години е „стопаджия“ на различни космически кораби с цел да обогати познанията си по извънземна биология. По време на войната между Земята и Минбари, той отказва да даде записките си за физиологията на Минбарите за създаване на биологични оръжия и е арестуван като предател. Франклин е хуманист и съвестен лекар, който искрено вярва, че „всяка форма на живот е свещена“.

## Известни реплики на героя
- „Синклер: Кой те е молил да се правиш на Бог?“
- „Франклин: Всеки пациент който прекрачи тази врата, ето кой!“

Разговор на спортна тема:
- „Гарибалди: Вашата диагноза, докторе?“
- „Франклин: Пациентът е объркан и неориентиран. Неспособен е да разграничи естественото чувство на преданост към отбора си от реалността, че те са гола вода и се добраха до плейофите само благодарение на техническа формалност.

“